# Iris Varela
Iris Varela   (San Cristóbal, 9 de març de 1969) és una advocada i política veneçolana.
Varela va estudiar per advocada a la Universitat Catòlica del Táchira amb especialitats en dret constitucional, dret processal penal, nou procés penal en sistema acusatori i estudis en criminalística. Es militant i integrant de la directiva del Partit Socialista Unit de Veneçuela (PSUV) i exconstituent a les Assemblees Nacionals Constituents de Veneçuela de 1999 i de 2017. És ministra del Poder Popular per al Servei Penitenciari de Veneçuela.

## Vida política
Varela va militar en el COPEI i en el Moviment al Socialisme (MAS) abans d'entrar com a membre fundadora del Moviment Bolivarià Revolucionari 200 (MBR200) en l'estat de Táchira i en els pobles fronterers dels estats de Mèrida, Barinas, Trujillo i Zulia. Igualment va ser directora nacional i coordinadora per l'estat de Táchira del Moviment V República, partit fundat per Hugo Chávez, amb el qual va guanyar les eleccions presidencials de 1998. Actualment és militant i membre de l'equip polític del PSUV en l'estat de Táchira.
El 21 d'abril de 2013, en cadena nacional, és reafirmada com a Ministra de Serveis Penitenciaris de Govern Bolivarià de Veneçuela per al govern de Nicolás Maduro, càrrec de què va ser rellevada al juny de 2017 per optar per un lloc a l'Assemblea Nacional Constituent, i què torna el gener de 2018.

## Assemblea Nacional de Veneçuela
Iris Varela va ser elegida com a constituent a l'Assemblea Nacional Constituent l'any 1999, la qual tenia com a objectiu principal la redacció d'una nova constitució que refundaria l'Estat, donant-li un caràcter social i inclosa la visió d'una democràcia participativa i protagònica; des d'allà, la diputada Varela va promoure l'eliminació de la Cambra de Senat per generar l'estructura unicameral actual de l'Assemblea Nacional de Veneçuela.
A partir de llavors, va ser triada diputada a la nova Assemblea Nacional per l'estat de Táchira en tres períodes consecutius: 2000-2005, 2006-2011 i finalment 2011-2016.
Com a diputada a l'Assemblea Nacional es va exercir com a presidenta de la Comissió Ordinària per a l'Estudi dels Tractats, Acords i Convenis d'Integració, com a vicepresidenta de la Comissió Permanent de Política Interior, coordinadora de la Comissió de Defensa de la Llei Orgànica sobre els estats d'excepció, promotora de la Llei de Defensa Pública, responsable per la Comissió de Política Interior del projecte de Llei de Policia Nacional de Veneçuela, i presidenta de la Comissió Especial per investigar els assassinats de persones en condició de carrer a l'àrea metropolitana de Caracas.
El juliol de 2011, atenent la crisi carcerària del país, és designada Ministra del Poder Popular per al Servei Penitenciari per l'Executiu Nacional, separant-se de la seva investidura parlamentària a tan sols set mesos d'haver-se jurament com a diputada per aquell període legislatiu.

## Controvèrsies
Varela ha estat assenyalada per la seva presumpta amistat amb el ja mort criminal veneçolà Teófilo Rodríguez Cazorla, conegut com «El Conejo». Varela va argumentar que pel seu treball com a Ministra de Serveis penitenciaris s'ha fet fotos amb milers de presos, i va advertir que podria demandar a qui la difami per aquest assumpte.
Al febrer de 2019 un dia després que efectius de seguretat de l'Estat cremessin diversos camions amb ajuda humanitària gestionada pel parcialment reconegut president interí Joan Guaidó conjuntament amb altres països, Varela es va plantar juntament amb diversos civils armats, al pont internacional Francisco de Paula Santander que comunica Veneçuela amb Colòmbia. Segons l'ONG Control Ciutadà, la presència de Varela juntament amb civils armats representava una violació a les lleis veneçolanes, doncs ella no posseeix competència en matèria d'ordre públic ni defensa de la nació. El tipus d'armament portat pels acompanyants de Varela també era violatori les lleis, ja que aquestes eren armes letals prohibides per la Llei Orgànica del Servei de Policia i del Cos de Policia Nacional, per al control de l'ordre públic; per a aquests casos la llei només permet l'ús d'armes no letals. Una altra irregularitat detectada per l'ONG era que els civils armats no estaven identificats com a funcionaris de cossos de seguretat de l'Estat, els que són els únics facultats per portar el tipus d'armes que tenien els acompanyants de Varela.